# Dadjè Football Club
Le Dadjè Football Club est un club de football béninois, jouant dans la ville d'Aplahoué.

## Histoire
Le Dadjè FC évolue en deuxième division lorsque après la crise du Covid-19 tous les clubs de Ligue 1 et Ligue 2 sont conviés dans un championnat unique. Lors de la saison 2021-2022 le club termine premier de son groupe et se qualifie pour la phase finale ou il termine 9e sur seize équipes, la saison suivante il termine à la quatrième place, puis sera vice-champion en 2023-2024. Cette deuxième place qualifie le Dadjè FC pour la Coupe de la confédération 2024-2025 où il élimine les Nigérians d'El-Kanemi Warriors Football Club au premier tour mais s'inclinera deux fois contre les Marocains de RS Berkane au deuxième tour.
Lors de la saison 2024-2025 Dadjè FC remporte son premier titre de champion du Bénin en battant en finale le tenant du titre, Coton Sport FC Ouidah.

## Palmarès
| Compétitions nationales                        |
| ---------------------------------------------- |
| - Championnat du Bénin (1) : - Champion : 2025 |